# Alcazar (gruppo musicale)
Gli Alcazar sono stati un gruppo musicale svedese fondato nel 1998 e composto originariamente da Andreas Lundstedt, Tess Merkel e Annika Kjærgaard.
Il gruppo ha pubblicato in totale quattro album, di cui tre di inediti e una raccolta, e si è fatto conoscere in tutta l'Europa grazie a singoli di successo come Crying at the Discoteque e Sexual Guarantee. Hanno partecipato per cinque volte al Melodifestivalen, la manifestazione annuale che si tiene in Svezia come selezione nazionale per l'Eurovision Song Contest, raggiungendo la finale nel 2003, 2005, 2009 e 2014, venendo eliminati nel 2010, ed essendo inoltre ospiti delle edizioni 2013 e 2024.

## Storia

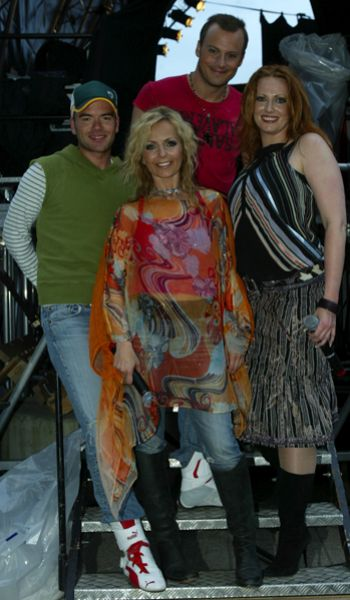
Gli Alcazar nel 2005, da sinistra: Andreas, Tess, Magnus e Annika

Il loro primo singolo, Shine On, ha riscosso grande successo in Svezia, ma fu con Crying at the Discoteque (basata su un sample del brano del 1979 Spacer dei Sheila & B. Devotion) che il trio è diventato famoso su scala europea. Le due canzoni sono state inserite nel primo album Casino (2000) che nella sua seconda edizione conteneva l'altro singolo di buon successo Sexual Guarantee, un rifacimento di Sunshine & Happiness dei Nerio's Dubwork a sua volta rifacimento di My Forbidden Lover di Chic, e la cover del più famoso brano di The Human League, Don't You Want Me, tutti brani proposti nell'airplay radiofonico. Il 13 dicembre 2002 Magnus Carlsson, in precedenza membro della band Barbados, si è unito al gruppo.
Al primo album ne è seguito un secondo, Alcazarized, uscito in Svezia nel 2003 e nel resto d'Europa nel 2004. Il disco conteneva anche il brano Love Life, scritto dai Pet Shop Boys appositamente per gli Alcazar, che è entrato al decimo posto della classifica svedese dei singoli. Nell'autunno 2004 è uscito il singolo This Is the World We Live In, seguito da Physical, entrambi estratti da Dancefloor Deluxe, raccolta di remix uscita nell'agosto di quell'anno. Nel 2005 il gruppo ha concluso la sua prima parte di carriera con il singolo Start the Fire; sul set del videoclip realizzato per la promozione di questo brano, tra l'altro, la componente Annikafiore si è rotta una gamba.
Il gruppo ha annunciato nell'autunno 2005 la necessità di un periodo di pausa in cui Tess, una delle componenti del gruppo, si è occupata del figlio neonato e ha iniziato la carriera di giocatrice di poker, e i componenti maschili del gruppo si sono dedicati alle carriere da solisti. Come annunciato dal leader Andreas Lundstedt, il gruppo è però ritornato in attività nell'estate 2007 con una nuova formazione: ripristinato il numero iniziale di tre componenti con l'abbandono dell'ultimo arrivato Magnus Carlsson, Andreas e Tess sono stati affiancati da Lina Hedlund, sostituta di Annika che nel frattempo ha abbandonato la formazione.
Nel mese di luglio 2007 il gruppo ha partecipato al London Astoria per celebrare la musica svedese cantando i loro successi Crying at the Discoteque, Start the Fire, Shine On e This Is the World We Live In. Nel dicembre del 2007 Andreas ha dichiarato di essere sieropositivo, e di essere stato fidanzato con Magnus Carlsson (anch'egli in passato componente del gruppo). Il 3 febbraio 2008 hanno pubblicato il singolo We Keep on Rockin', fedele al sound che ha dato notorietà al gruppo. A questo singolo ha fatto seguito Inhibitions, pubblicato il 13 giugno in Svezia.
Il 12 marzo 2009 è uscito in Svezia il doppio album Disco Defenders: su un disco erano raccolti i maggiori successi del gruppo, l'altro contevena brani inediti. In Svezia il primo singolo estratto dal disco è stato Stay the Night, con il quale hanno gareggiato al Melodifestivalen di quell'anno, per la quarta volta nella loro carriera. Il singolo che ha lanciato il disco anche in Europa è stato invece Burning, brano dance pop pubblicato il 29 giugno 2009. Nel 2011 il gruppo si scioglie, ma due anni dopo si riunisce per preparare la quinta partecipazione al Melodifestivalen, con il brano Blame It on the Disco, con cui arrivano di nuovo terzi in finale; all'Eurovision Song Contest 2014 sono i portavoce dei voti della Svezia. Partecipano anche a varie serate del festival stoccolmese Allsång.

## Formazione
- Andreas Lundstedt (1998-2005, 2007-2011, 2013-2018)
- Tess Merkel (1998-2005, 2007-2011, 2013-2018)
- Lina Hedlund (2007-2011, 2013-2018)

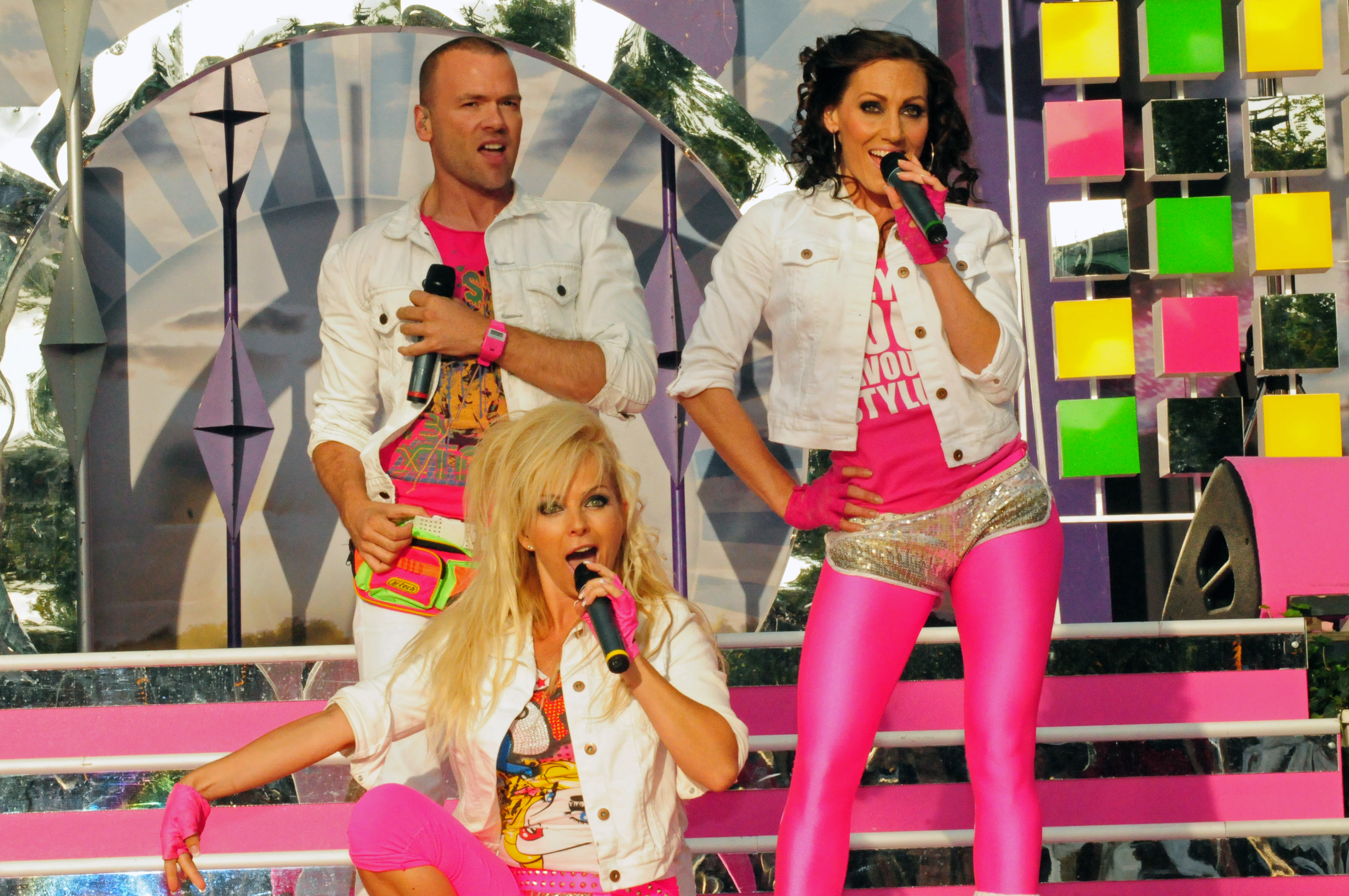
Gli Alcazar in concerto nel 2009

### Ex componenti
- Annikafiore Kjærgård (1998-2005)
- Magnus Carlsson (2002-2005)

## Discografia

### Album in studio
- 2000 – Casino
- 2003 – Alcazarized
- 2009 – Disco Defenders

### Raccolte
- 2004 – Dancefloor Deluxe

### Album non ufficiali
- 2005 – A Tribute to ABBA

### Singoli
- 1999 – Shine On
- 2000 – Ritmo del amor
- 2000 – Crying at the Discoteque
- 2001 – Sexual Guarantee
- 2002 – Don't You Want Me
- 2003 – Not a Sinner Nor a Saint
- 2003 – Ménage à trois
- 2003 – Someday
- 2003 – Love Life
- 2004 – This Is the World We Live In
- 2004 – Physical
- 2004 – Here I Am
- 2005 – Alcastar
- 2005 – Start the Fire
- 2008 – We Keep on Rockin'
- 2008 – Inhibitions
- 2009 – Stay the Night
- 2009 – Burning
- 2009 – From Brazil with Love
- 2009 – Last Christmas
- 2010 – Headlines
- 2014 – Blame It on the Disco